# رابرت جنکینسون
رابرت جنکینسون (انگلیسی: Robert Jenkinson, 2nd Earl of Liverpool؛ ۷ ژوئن ۱۷۷۰ – ۴ دسامبر ۱۸۲۸) یک سیاست‌مدار اهل بریتانیا بود.